# Kasteel Geijsteren

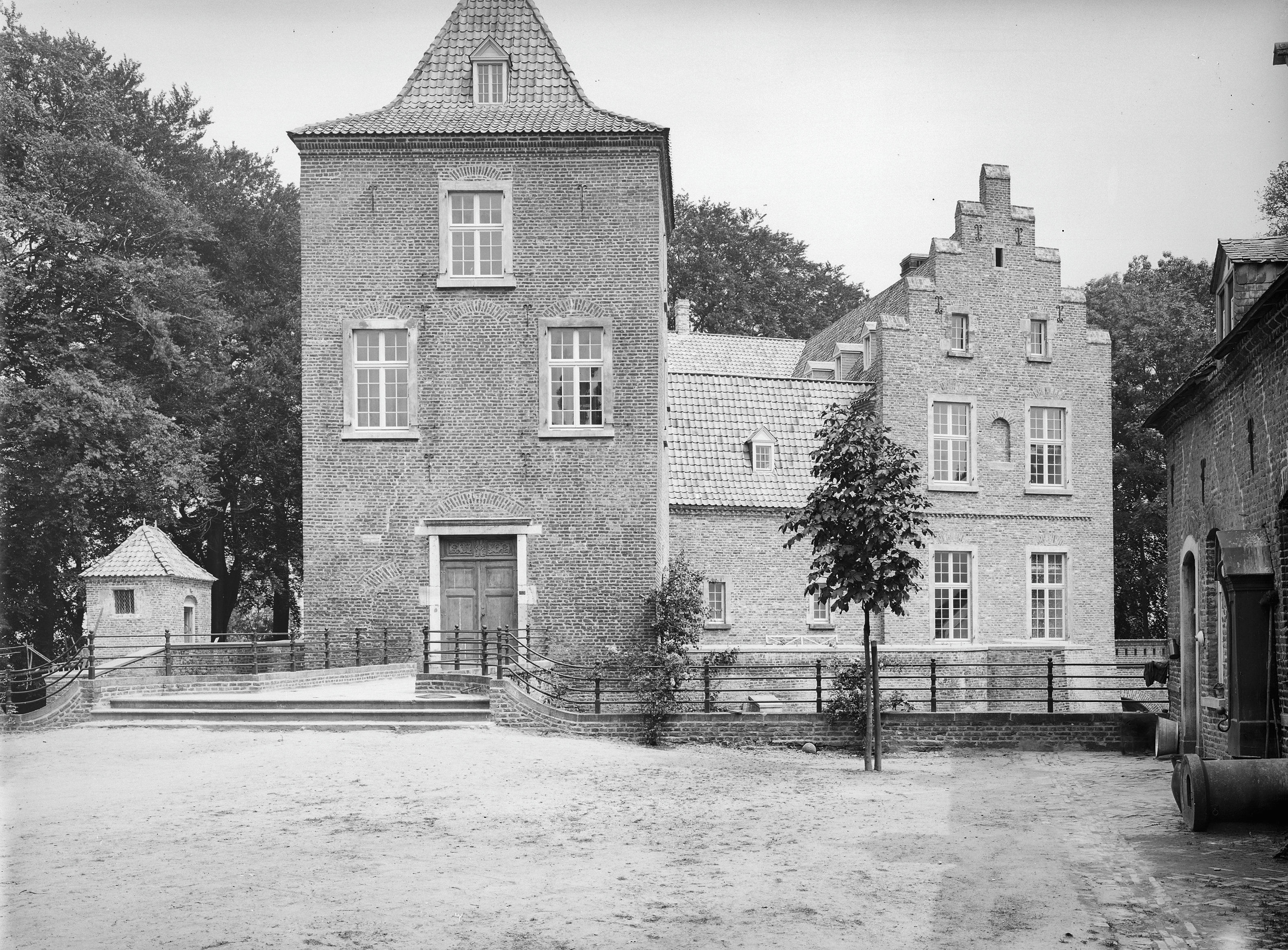
Kasteel Geijsteren na de herbouw in 1918

Kasteel Geijsteren is een ruïne van een kasteel daterend uit de 13e eeuw, gelegen in het Noord-Limburgse dorp Geijsteren, gemeente Venray, nabij de Maas.

## Geschiedenis
De heerlijkheid wordt voor het eerst vermeld in 1251. In 1585 werd het kasteel verwoest en in 1919 brandde het af, waarbij ook het hele huisarchief verloren ging. Er zijn enkele tekeningen en foto's uit de 20e eeuw bewaard gebleven waardoor bekend is hoe het kasteel eruitzag. Na de brand van 1919 werd het kasteel in afgeslankte vorm herbouwd en in 1944 werd het door een Brits bombardement verwoest en resteerde een bouwval. Na de oorlog werd besloten om het kasteel niet te herbouwen, aangezien dit enkele miljoenen zou gaan kosten. Tot zeker eind jaren '50 bevonden zich in de zuidelijke vleugel nog enkele intacte vertrekken die uiteindelijk ook tot een ruïne vervielen.

## Eigenaren
Via de familie Van Straelen (vanaf circa 1251) kwam het eind 1300 in handen van de familie Van Broeckhuysen, waarna het via de families Van Harff, Van Eyll, Schellart van Obbendorf in 1806 door huwelijk van een erfgename Van Hoensbroeck in handen kwam van de familie De Weichs de Wenne, die sindsdien eigenaresse is en ook het landgoed van 700 hectare in stand houdt.

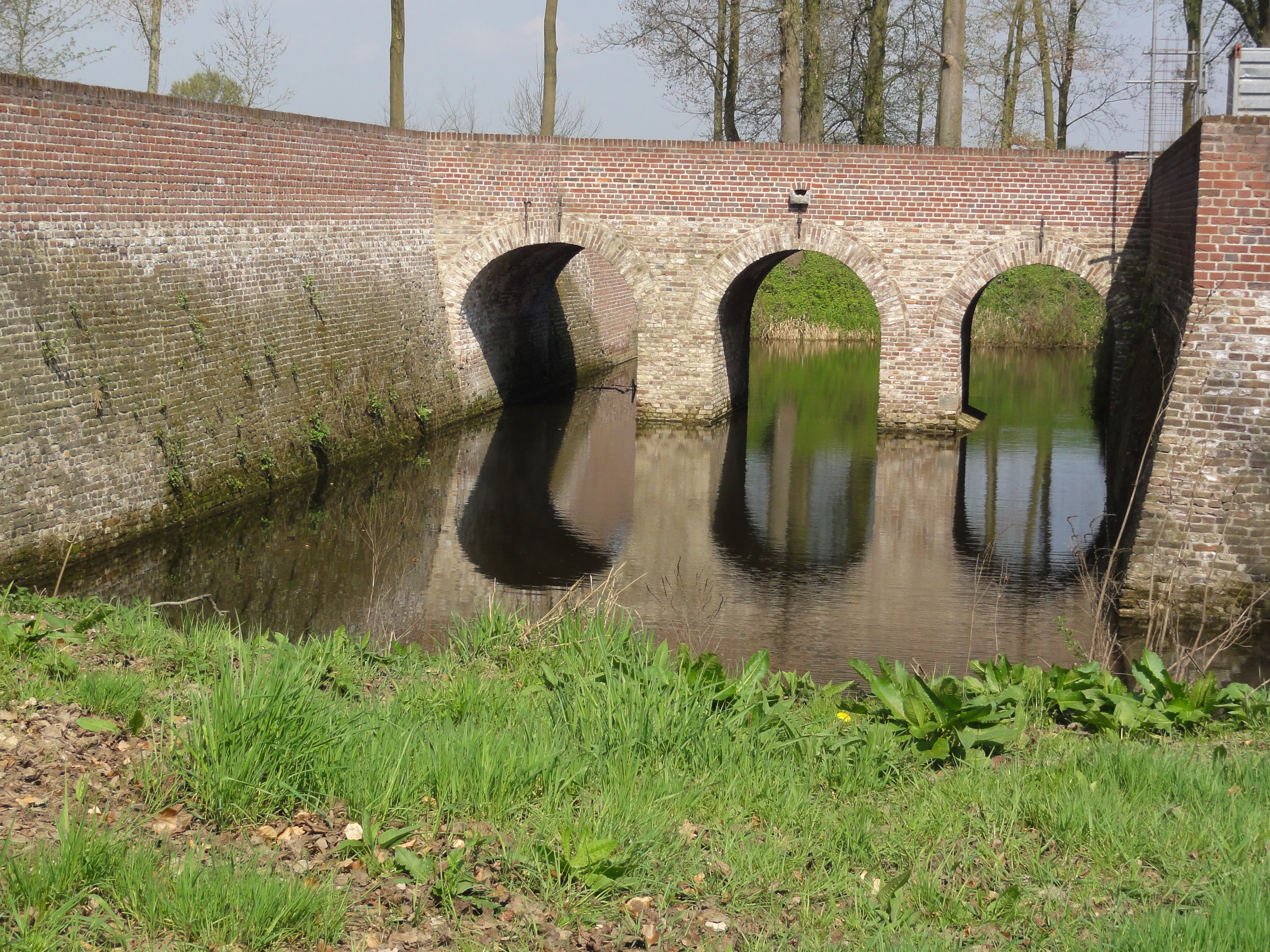
gerestaureerde voorste grachtbrug
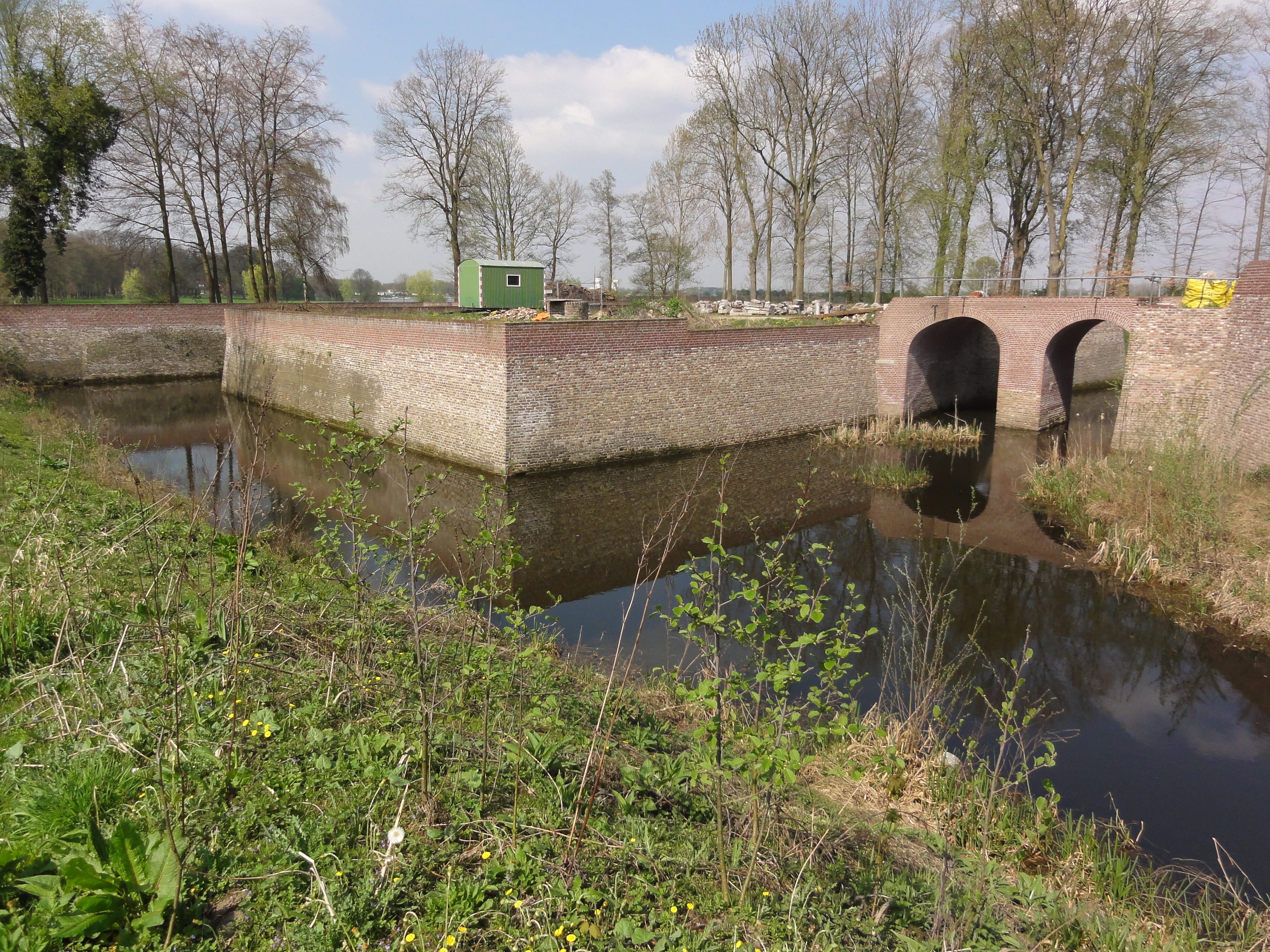
gerestaureerde tweede grachtbrug
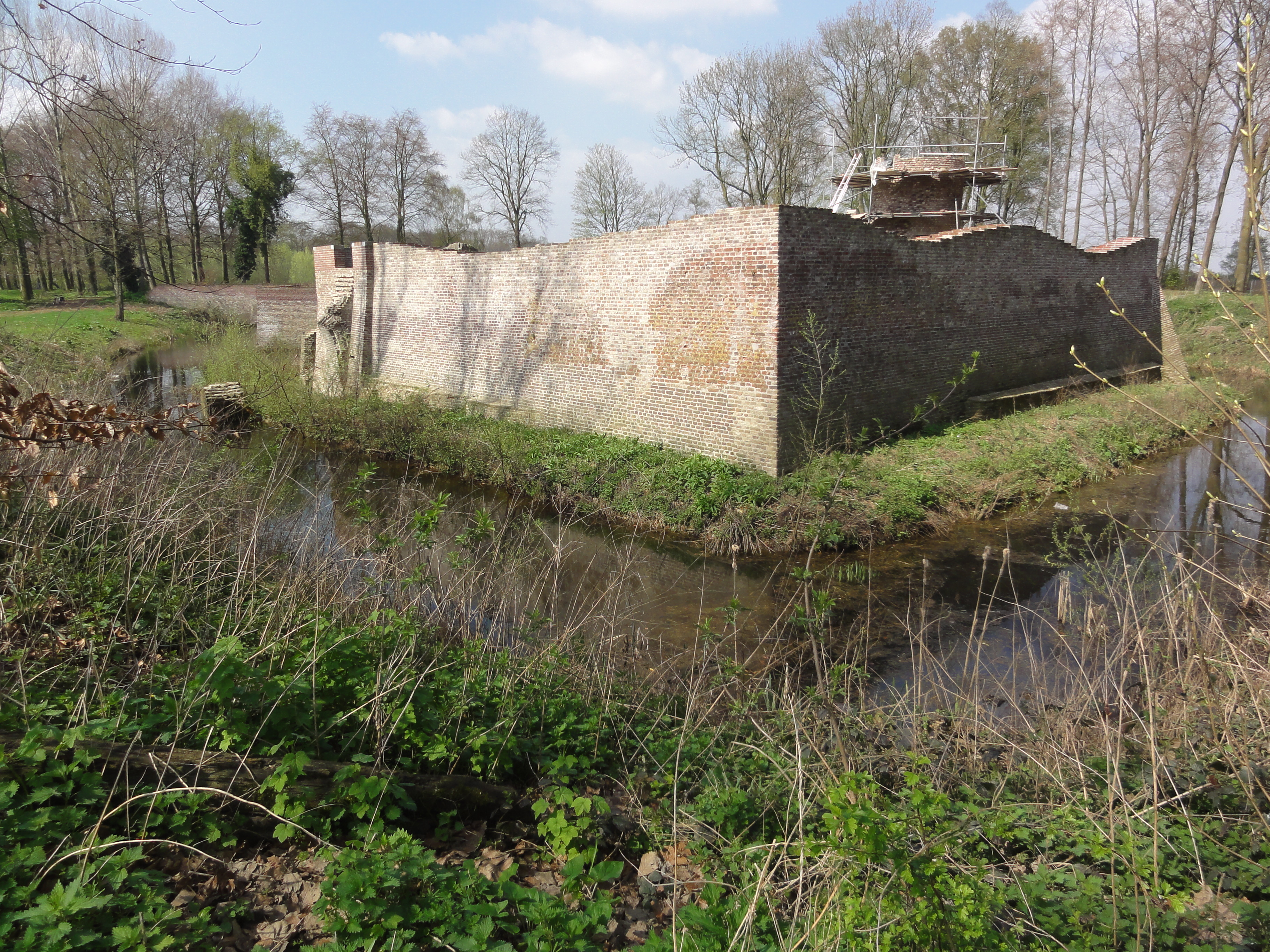
gerestaureerde ommuring
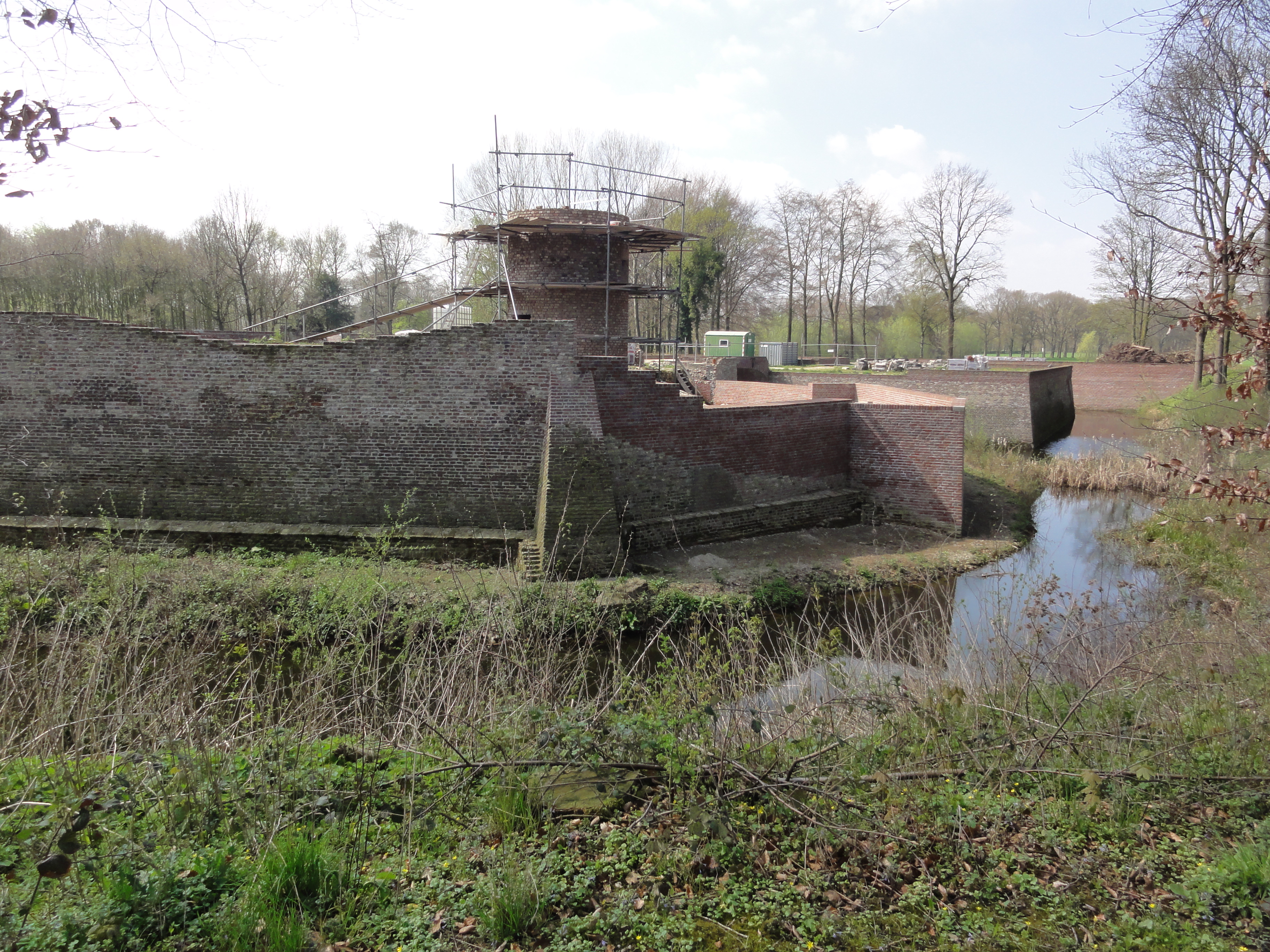
kasteeltoren in restauratie, 2011
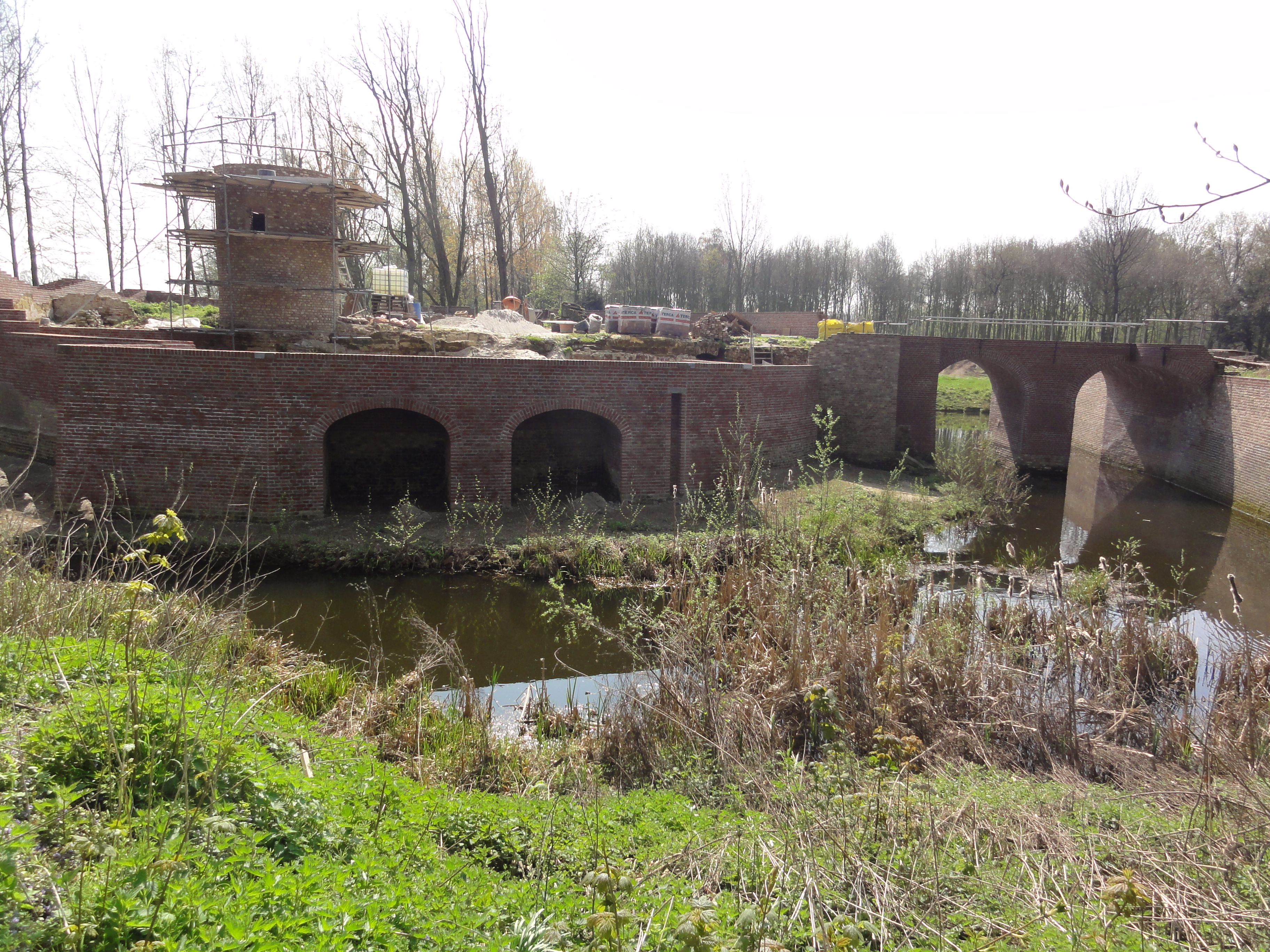
toren in restauratie en tweede grachtbrug, 2011